# Прапор Казанки
Пра́пор Каза́нки затверджений 7 квітня 2011 року рішенням VI сесії 6 скликання Казанківської селищної ради.

## Опис
Прямокутне полотнище з співвідношенням сторін 2:3 розділене на три вертикальних смуги — жовту, синю і жовту — у співвідношенні 1:2:1. На центральній смузі — Казанська Божа Матір з маленьким Спасителем у жовтих шатах, із жовтим німбом, під нею жовтий сонях, що супроводжується обабіч жовтими колосками. На жовтих смугах йде понижена синя хвиляста смужка на відстані 1/3 від висоти прапора.

## Значення символів
Стилізована ікона Богоматері повторюється у гербі Казанки і свідчить про заснування поселення в день свята ікони Казанської Богоматері. Селище йменується в честь ікони Казанської Богоматері, для мешканців селища — це оберіг.
Стилізоване зображення зернових колосків та соняшнику символізує достаток та благополуччя, до якого прагне кожний житель селища.
Обабіч у жовтих полях горизонтальна хвиляста смуга синього кольору, яка означає місцеву річку Висунь, що протікає через селище.
Синій колір втілює вірність і чесність, жовтий колір — знатність і багатство, символізує пшеничні поля, хліборобську працю мешканців Казанки. 